# Rudolph von Procházka
Rudolph von Procházka (Praga, 23 de febrer de 1864 - idm. 24 de març de 1936) fou un compositor i musicògraf bohemi. Hi ha dades que sembla que el seu pare va poder ser el també músic Jan Ludevít Procházka (1837-1888).
Estudià Dret i música a la vegada, i entrà al servei de l'Estat com a funcionari, però sense abandonar la música, hi pertanyent sempre als principals centres musicals.
És autor de:
- nombrosos lieder, Die Psalmen, per a soprano veus d'home i orquestra;
- Seerosen, per a baríton, cor d'homes i orquestra de corda;
- Harfner-Variationen, per a orquestra;
- In memoriam, quartet per a corda;
- Das Glück, comèdia musical (1899);
- l' òpera Klytâmnestra;
- Christus, melodrama sacre;

Com a musicògraf, se li deu:
- Die höhmischen musikschulen (1890);
- Rob, Franz, Mozart i Prag (1892);
- Arppegien (1897);
- Johann Strauss (1900);
- Vorschriften für die Musikstaatsprüfung (1906);
- Das romantische Musik-Prag (1914).

També va publicar un volum de poesies, Asteroiden (1887). Totes les seves obres estan escrites en alemany.